# 脇山伸太郎
脇山 伸太郎（わきやま しんたろう、1956年〈昭和31年〉8月22日 - ）は、日本の政治家。佐賀県東松浦郡玄海町長。

## 来歴
佐賀県東松浦郡（現・玄海町）出身。佐賀県立唐津東高等学校を経て福岡大学経済学部卒業。
2001年9月、玄海町議会議員に初当選。5期に亘り、玄海町国際交流会理事、佐賀県商工会青年部連合会利委員、総務文教常任委員長、産業建設常任委員長などを歴任するなど数々の役職として活動した。
2018年7月24日、玄海町長選挙にて元町議中山敏夫に638票差の2199票を獲得し初当選し、2018年8月より現職。

## 高レベル放射性廃棄物最終処分場選定への文献調査受け入れ
2024年4月26日、玄海町議会は、飲食業組合や旅館組合など地元3団体がそれぞれ出した、原子力発電所から出る高レベル放射性廃棄物の最終処分場の選定へ向けた文献調査に応募するよう求める請願を賛成多数で採択。これに伴い経済産業省は5月1日、玄海町に調査実施を申し入れた。同月10日に脇山は、町議会全員協議会で文献調査を受け入れることを表明した。調査受け入れは全国3例目。町内に玄海原子力発電所があり、原発立地自治体では初めて。